# Kembangbelor
Kembangbelor is een bestuurslaag in het regentschap Mojokerto van de provincie Oost-Java, Indonesië. Kembangbelor telt 2420 inwoners (volkstelling 2010).